# Fondation nationale de la recherche scientifique (Grèce)
La Fondation nationale de la recherche scientifique hellénique (en grec moderne : Εθνικό Ίδρυμα Ερευνών - Ethnikó Ídryma Erefnón), est un institut de recherche grec, de droit privé à but non lucratif, créée en 1958, dans le but de mener des recherches interdisciplinaires dans différents domaines des sciences. Elle est supervisée par le Secrétariat général à la recherche et à la technologie (GSRT) du ministère du Développement. La fondation est localisée à Athènes.
Elle se compose de trois instituts de recherche, un dans le domaine des sciences humaines (Institut de recherche historique) et deux dans le domaine des sciences de la nature (Institut de biologie chimique et Institut de chimie théorique et physique). La Fondation nationale pour la recherche possède également la Bibliothèque des sciences, de la technologie et de la culture « K.H. Dimaras », qui sert l'ensemble de la communauté scientifique grecque depuis sa création en 1958.
Le professeur Dimosthénis Sarigiánnis est le directeur et le président du conseil d'administration de la Fondation nationale de la recherche hellénique.